# Сероголовый общественный ткач
Сероголовый общественный ткач (лат. Pseudonigrita arnaudi) — вид птиц рода общественные ткачи семейства ткачиковых.

## Классификация
Французский натуралист Шарль Люсьен Бонапарт описал сероголового общественного ткача как Nigrita arnaudi в 1850 году. Он дал видовое название в честь Жозефа Понс д’Арно, французского исследователя, который около 1841 года собрал образец в районе Джубы на Белом Ниле и отправил его в Французский музей естественной истории. В 1903 году немецкий зоолог Антон Райхенов отнёс этот вид к роду Pseudonigrita, поскольку считал P. arnaudi и P. cabanisi родственными ткачами.
Людвиг Райхенбах описал сероголового общественного ткача Arnauds nigrita в 1863.

### Подвиды
Выделяют 3 подвида:
- P. a. australoabyssinicus Benson, 1942 — Обитает в Эфиопии.
- P. a. arnaudi (Bonaparte, 1850) — обитает в Танзании, Судане, Кении, а также Уганде.
- P. a. dorsalis (Reichenow, 1887) — встречается в Танзании.

## Описание
Сероголовый общественный ткач имеет серую «шапку» («шапка» взрослого самца почти белая, у самки более светло-серая), а также кольцо вокруг глаза бледного цвета. Основной цвет — песочно-коричневый. Цвет спины может быть серым, а также коричневым, в зависимости от географического расположения. Кончик хвоста белого цвета. Клюв темно-серого цвета, хвост короток. Подросшие птенцы имеют более тусклое оперение, коричневый клюв.

### Размер
Длина сероголового общественного ткача — 11—12 см, масса — 15—26 г.

### Голос
Сероголовые общественные ткачи издают длинную серию из семи-десяти пронзительных писков, звучащих как tseeer-tseeer-tseeer.

## Среда обитания
Сероголовый общественный ткач является обитателем таких сред обитания, как возделываемые территории и сухие саванны.

## Поведение

### Питание
Сероголовый общественный ткач питается как семенами трав, так и насекомыми, такими как кузнечики, жуки, термиты
.

### Размножение

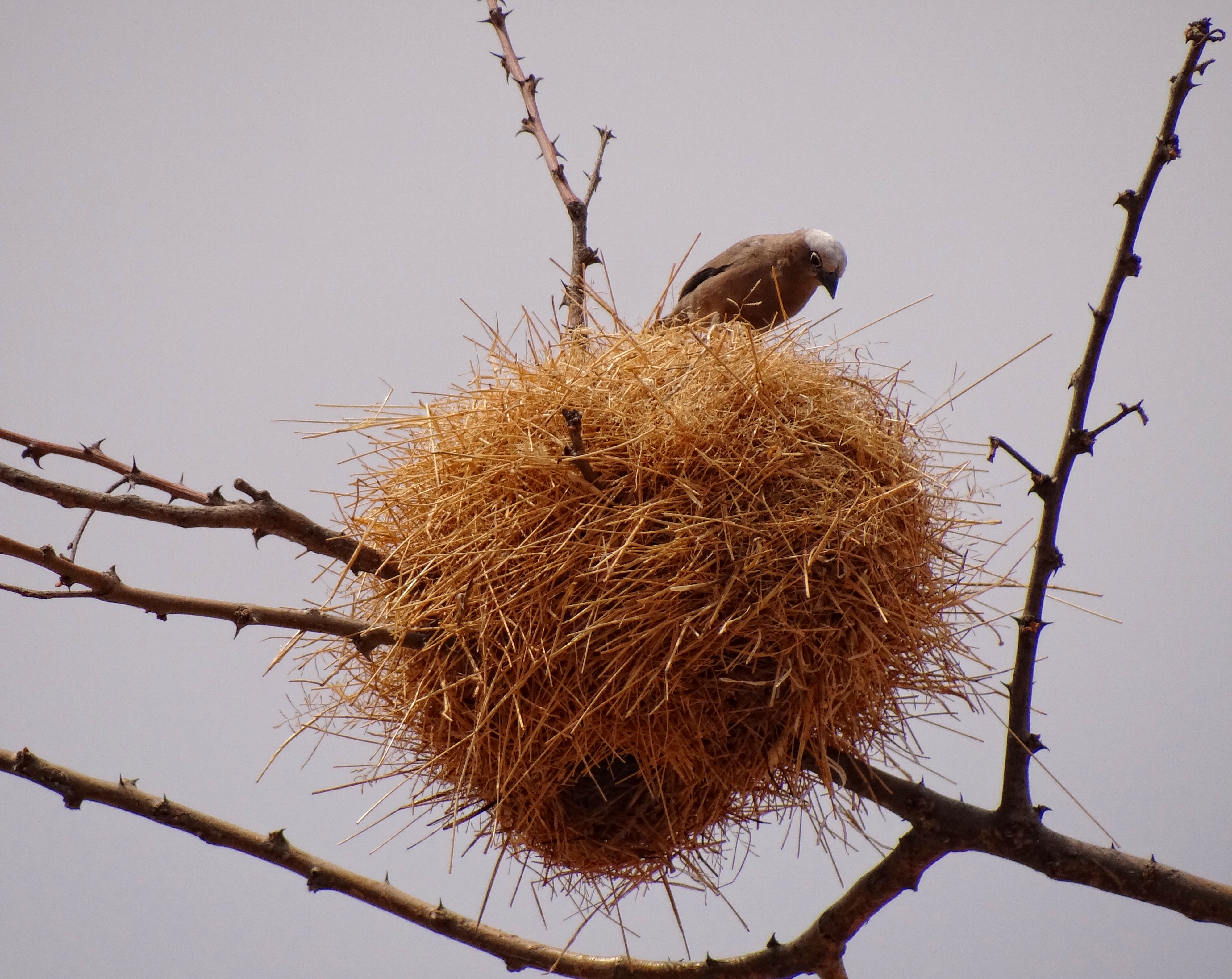
Гнездо

Сероголовый общественный ткач моногамен. Размножение происходит в течение всего года. Гнезда строят висячими на тонких ветках, часто деревьев вида акация серполопастная, а иногда и других видов акаций, таких как акация кручёная или акация сенегальская.
Кладка состоит из четырёх яиц. Размер яиц составляет примерно 19 мм в длину и 14 мм в диаметре. Яйца зеленоватые, голубоватые или белые. Оба родителя насиживают яйца, но самка тратит на насиживание примерно в два раза больше времени, чем самец. Птенцы вылупляются через тринадцать или четырнадцать дней.
Рацион птенцов вначале состоит исключительно из насекомых. Оперение происходит примерно через двадцать дней. Взрослые и молодые птицы из предыдущих выводков часто помогают в строительстве гнезда и выкармливании птенцов.
Passer eminibey иногда выгоняют сероголовых общественных ткачей из своих гнезд, чтобы завладеть ими. Amadina fasciata используют только заброшенные гнезда.

## Содержание
Иногда любители содержат и разводят сероголового общественого ткача в неволе.